# Альтенкірхен
Альтенкірхен (нім. Altenkirchen) — місто в Німеччині, розташоване в землі Рейнланд-Пфальц, за 40 км на схід від Бонна і за 40 км на північ від Кобленца. Адміністративний центр однойменного району, а також центр об'єднання громад Альтенкірхен.
Площа — 11,00 км2. Населення становить 6301 ос. (станом на 31 грудня 2020).

## Галерея

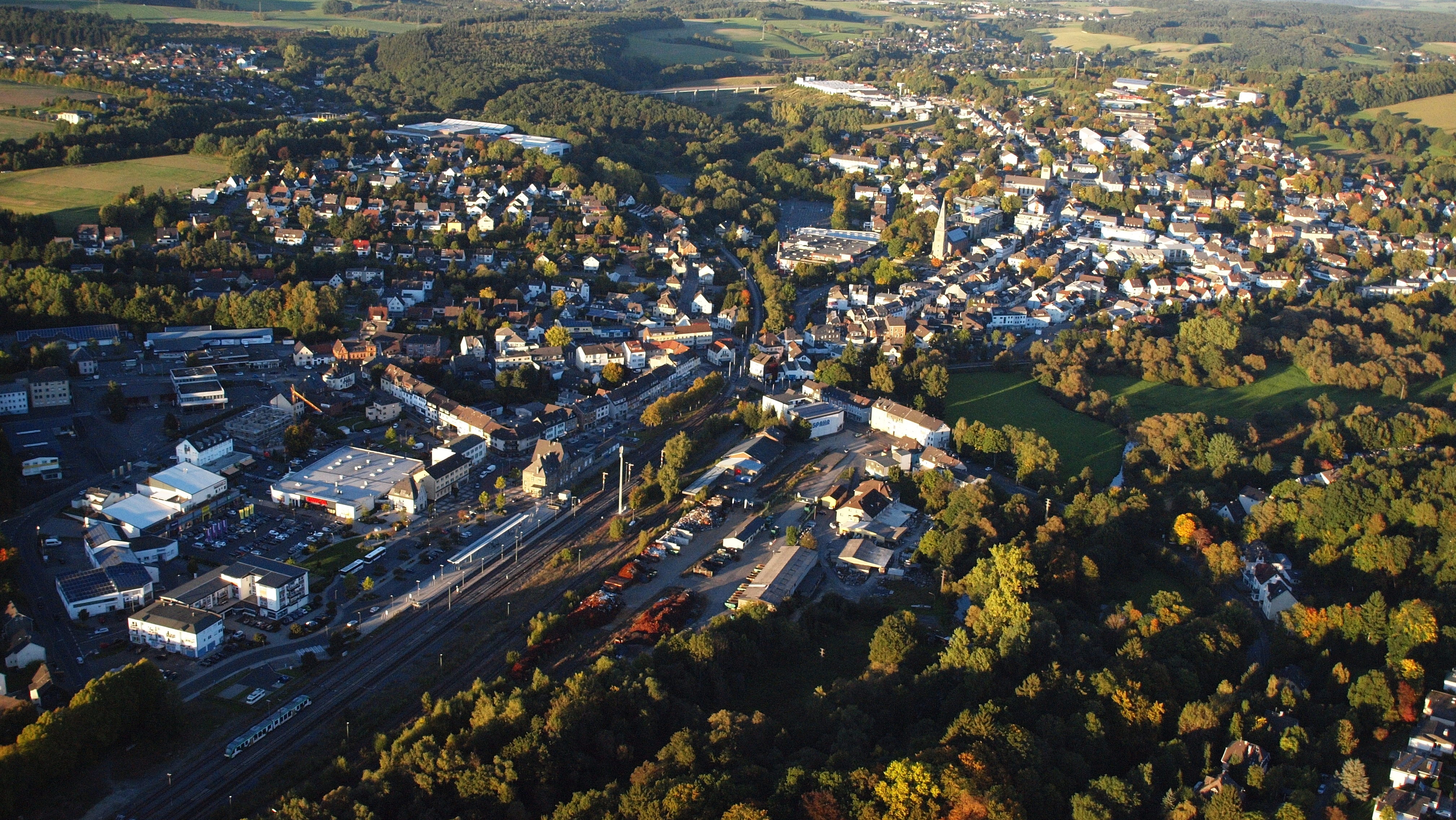
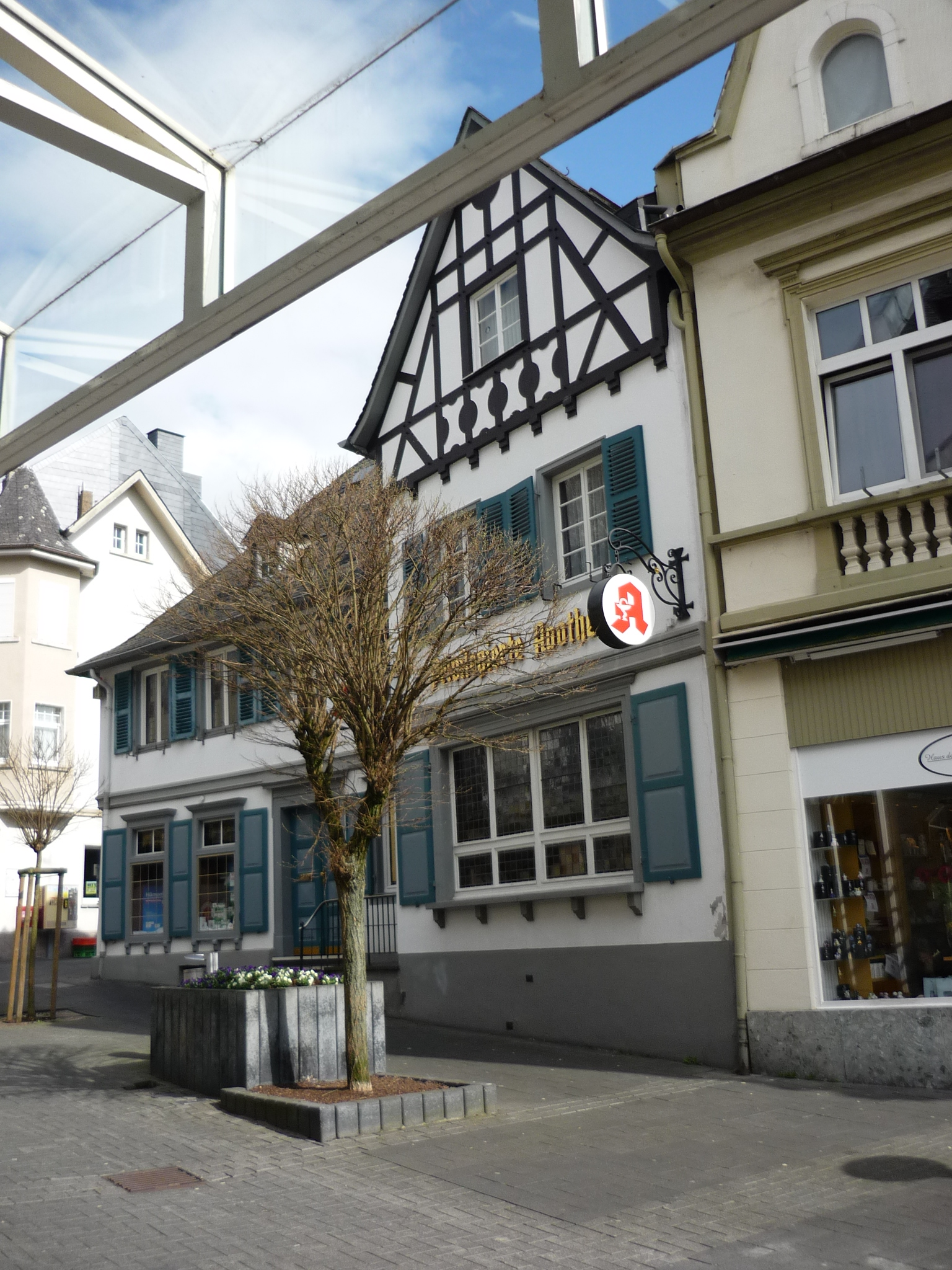
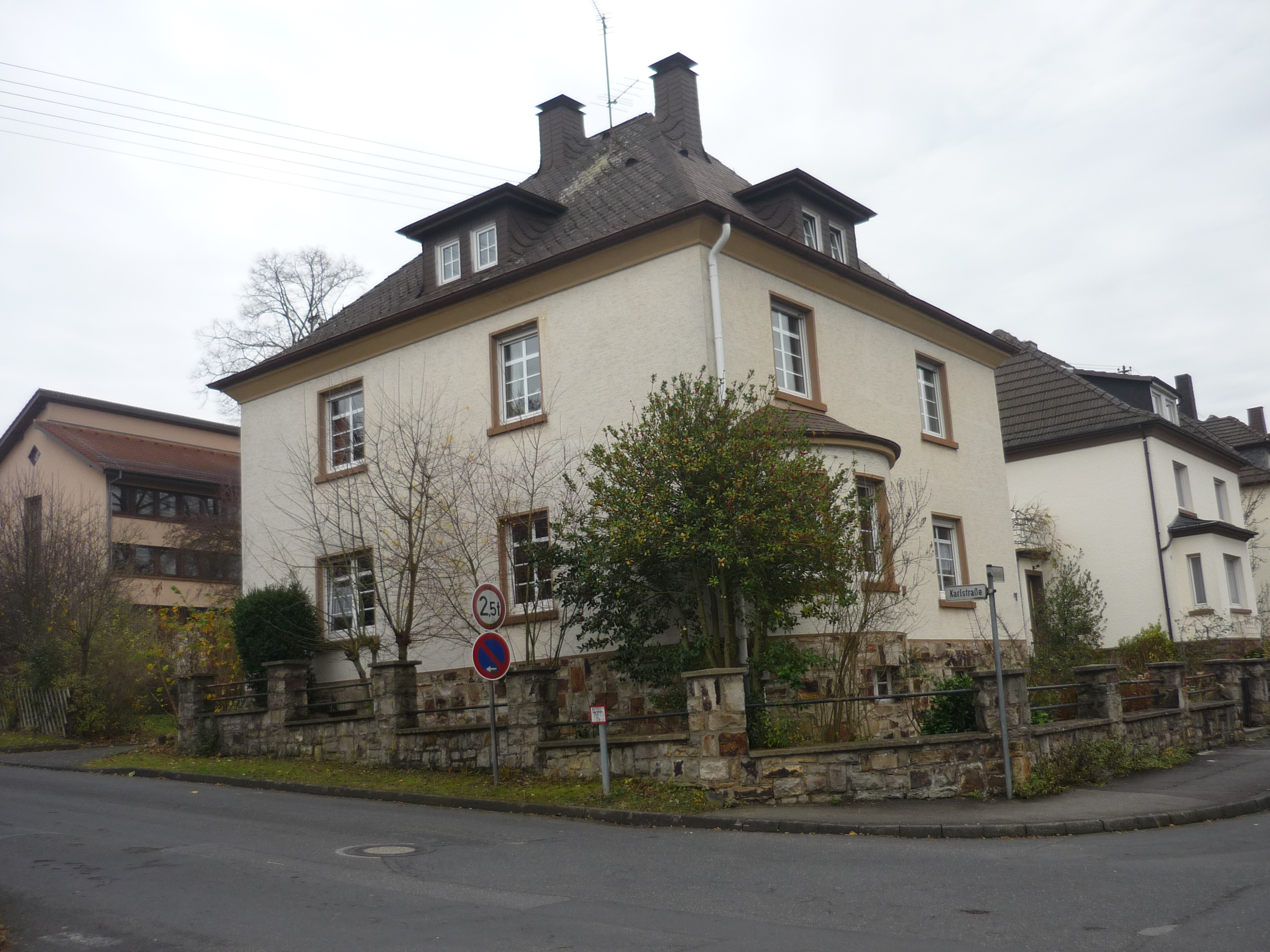
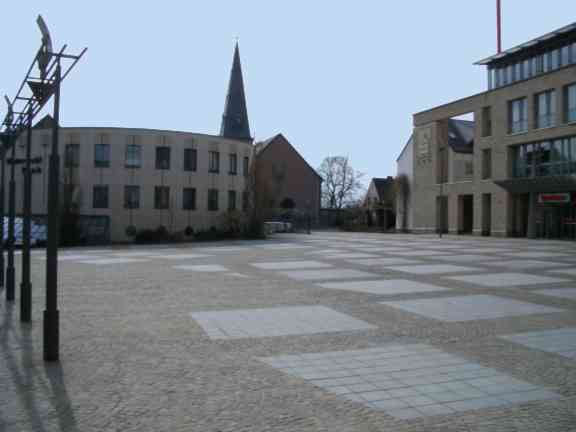
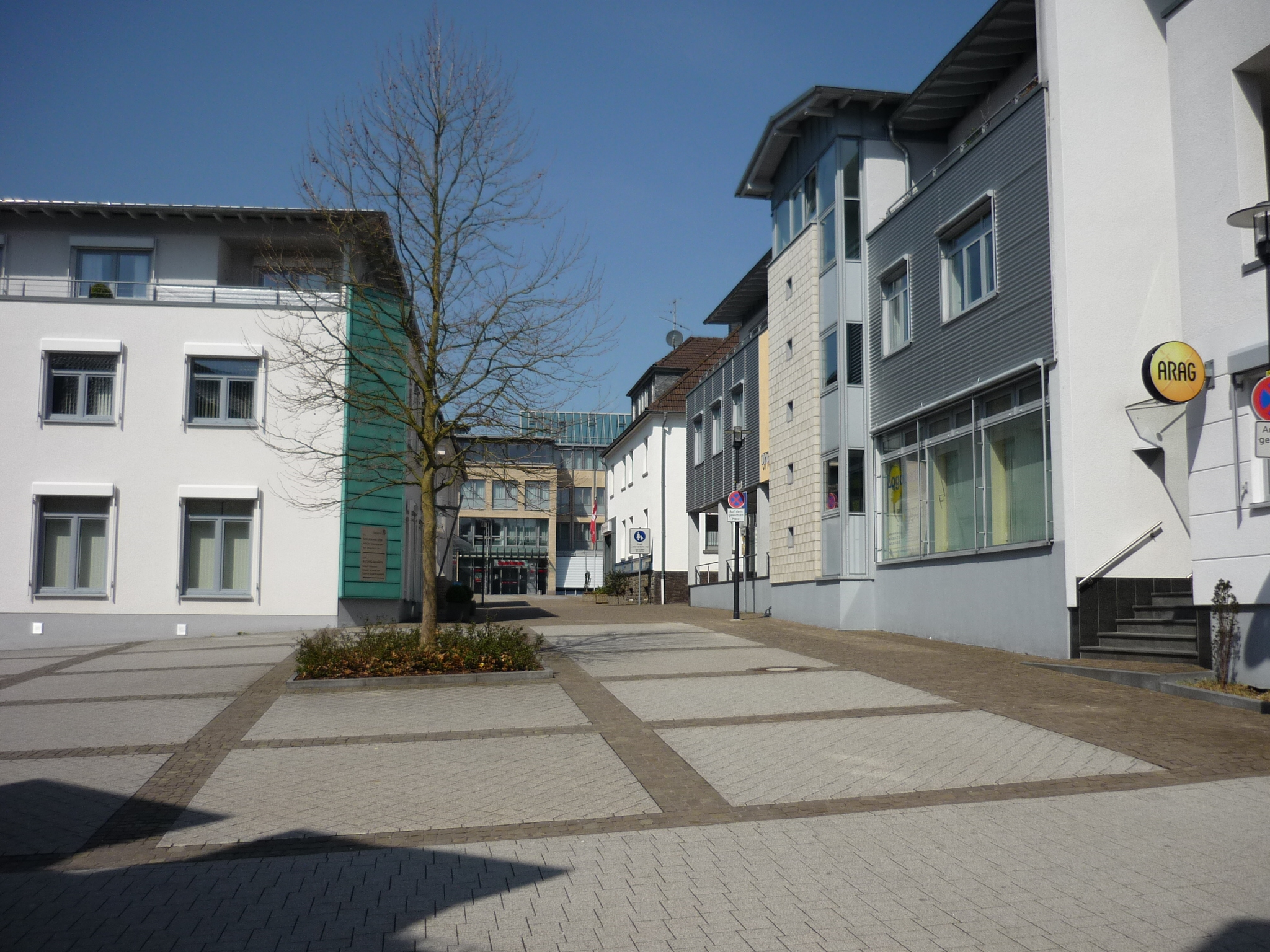
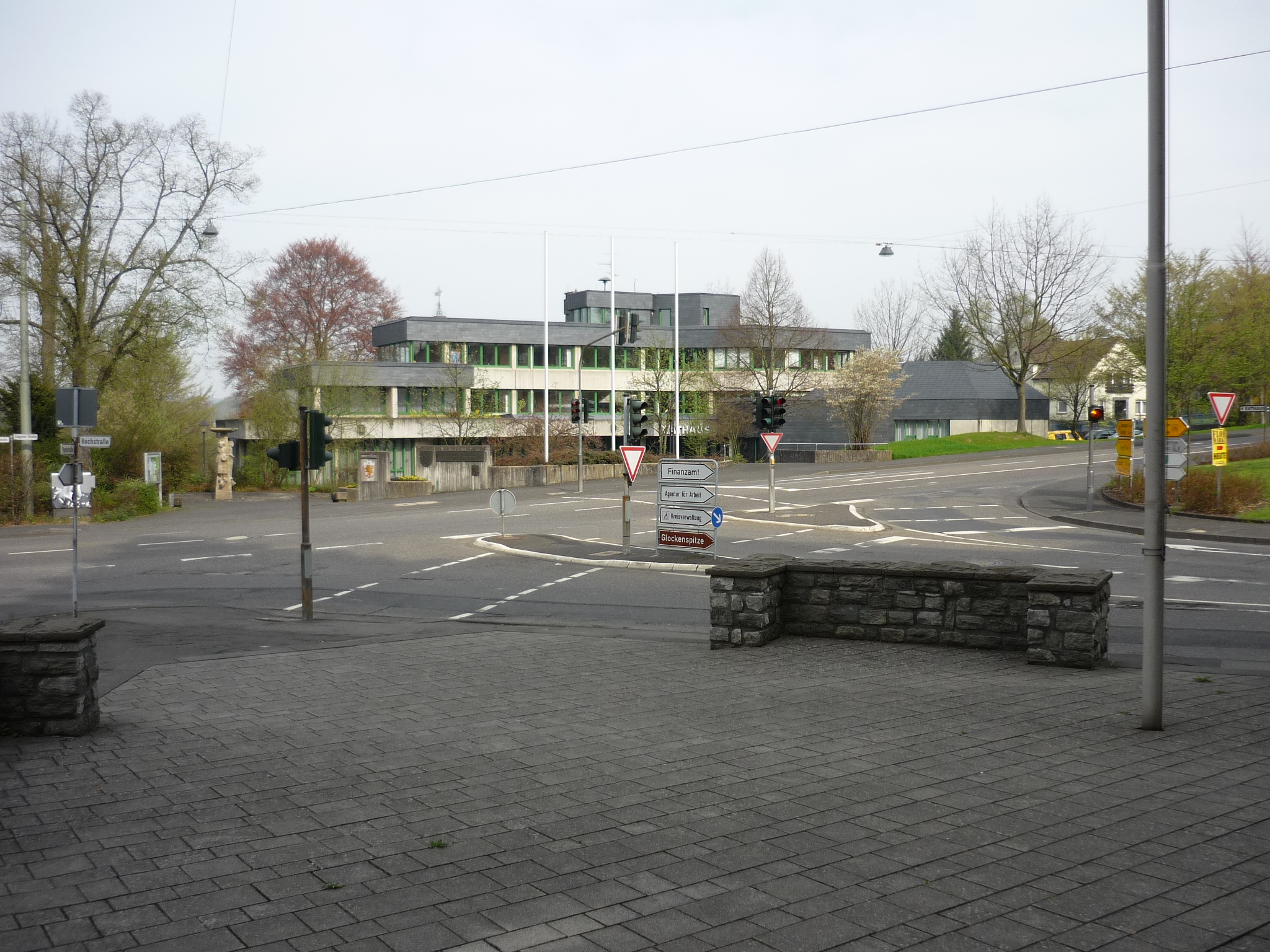

## Уродженці
- Салех Чіхадех (* 1994) — палестинський футболіст, нападник швейцарського клубу «Тун» та національної збірної Палестини.